# Szélszeg
Szélszeg (Sălsig), település Romániában, a Partiumban, Máramaros megyében.

## Fekvése
Szilágycsehtől északkeletre, a Szamos jobb partja mellett fekvő település.

## Története

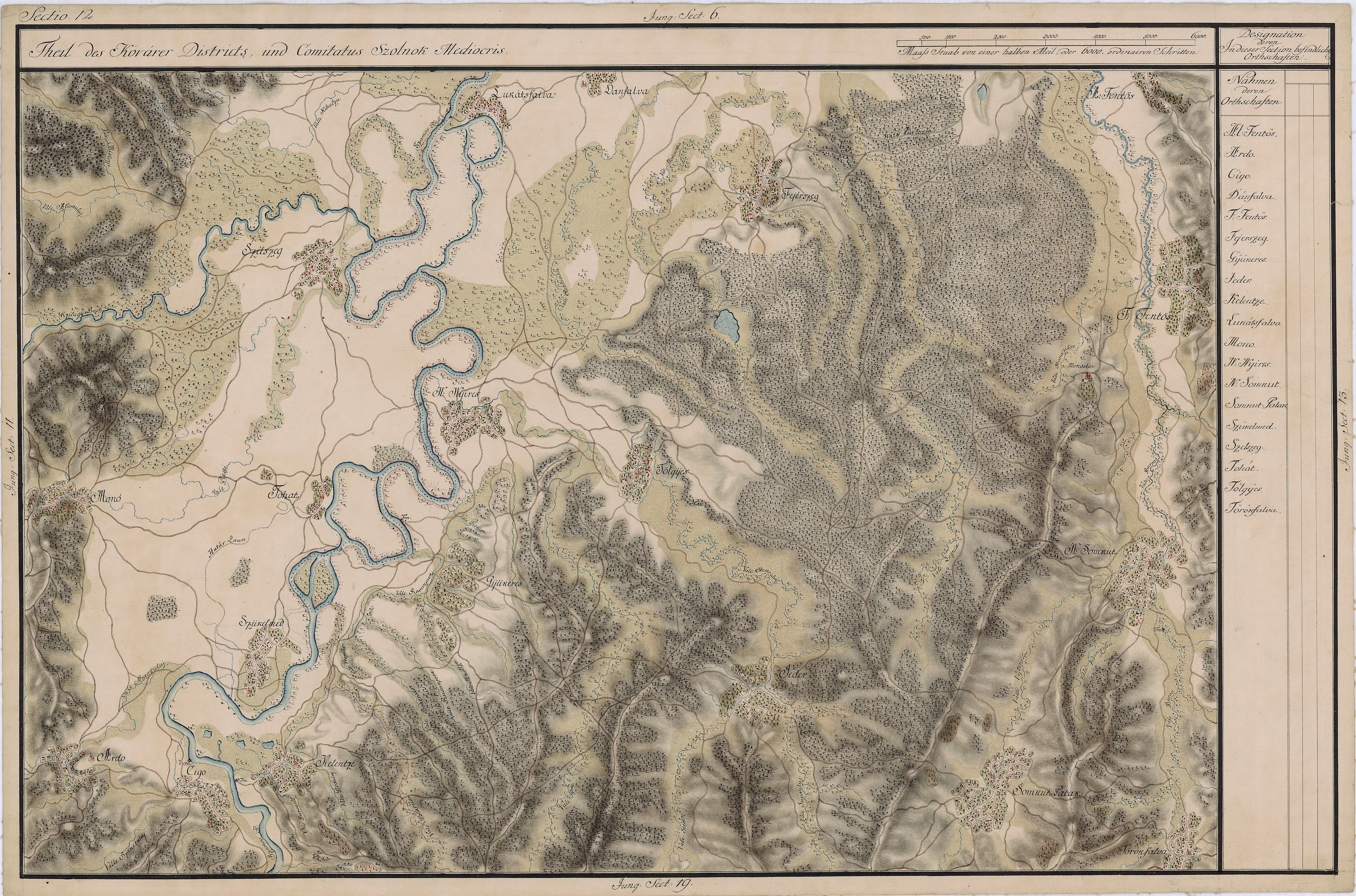
Szélszeg egy régi, 1759-es térképen

Szélszeg a szájhagyományok szerint egykor a Szamoson túl, az Arini ~ Áriny (égerfás) nevű helyen feküdt, ahonnan a gyakori vízáradások miatt költözött mai helyére, ahol akkor sűrű erdőség volt és a Szamos a mostani út helyén folyt.
Nevét 1387-ben említette először oklevél Zelzegh néven, mint az aranyos várhoz tartozó oláh falut, majd 1451-ben ugyancsak Zelzegh néven említették és ekkor Báthori Szaniszló fiának, Istvánnak ítélték Kusalyi Jakcsi László fiai: András és László ellenében, de a beiktatást Jakcsi emberei ezt megakadályozták.
1472-ben Bélteki Drágfi Miklóst és fiait: Bertalant, Ferenczet, Györgyöt és Pétert iktatták be Szélszeg birtokába,
1555-ben Zelzegh a Kusalyi Jakcs család birtoka volt.
1569-ben (Zelzegh) Szélszegh birtokba a Gyulafiakat iktatták be. Gyulafi Sámuel 1637 márciusában Cseh várában kelt végrendeletével többek között Szélszeget egész határával, tizedével és kilencedével édesanyjának, Széchi Katának hagyta azzal a kikötéssel, hogy halála után Sámuel fiára, ha fia nem lesz, leányára, Máriára szálljon.
1671-ben a szélszegi határon Barcsai Zsigmondné Gyulafi Borbála gyermekei: Kapi György, Balassa Imréné, Barcsai Judit és Bethlen Farkasné Ostrosith Borbála osztoztak meg.
1682 előtt a németek fölégették.
1733-ban Náprádon tartott tanúvallatás szerint a szélszegi birtok a Bethlen családnak jutott, a Bethlen-, Gyulai-, Mikes-, Macskási- és Toroczkai-családok osztozkodásakor.
1910-ben 1416 lakosából 106 magyar, 1307 román volt. Ebből 23 római katolikus, 1308 görögkatolikus,

## Nevezetességek
- Görögkatolikusoknak 1886-ig fatemplomuk volt, ekkor építettek kőtemplomot. Anyakönyvüket 1824-től vezetik.